# سردر بازار قیصریه

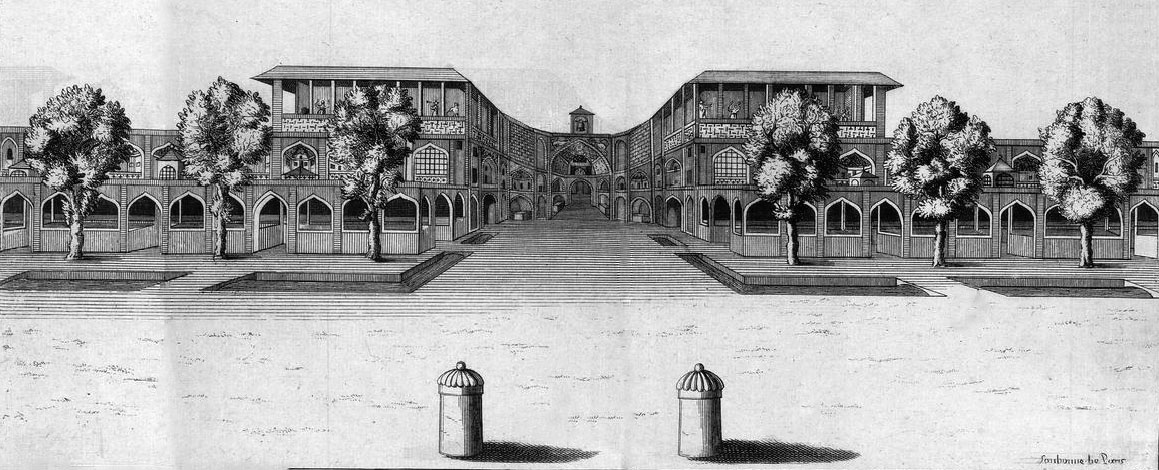
نقاشی در زمان شاه عباس، قیصریه سه طبقه و طبقه سوم نقاره‌خانه بود.

سردر قیصریه بنایی تاریخی مربوط به دوره صفویه است که در ورودی اصلی بازار اصفهان در میدان نقش جهان جای گرفته‌است. این اثر در تاریخ ۱۵ دی ۱۳۱۰ با شمارهٔ ثبت ۱۰۳ به‌عنوان یکی از آثار ملی ایران به ثبت رسیده‌است.

## معماری
سردر قیصریه در گذشته نه‌چندان دور دارای سه طبقه و اکنون دارای دو طبقه‌است. طبقه سوم آن که تخریب شده، نقاره‌خانه را تشکیل می‌داده‌است که در آن با صدای موسیقی، اوقات روز را اعلام می‌کرده‌اند. این سر در به بازار بزرگ اصفهان باز می‌شود و در گذشته راه اصلی بازار اصفهان بوده‌است.
سردر قیصریه شامل چهار درب فرعی، یک دروازه اصلی و یک حوض بوده که حوض آن حدود دهه ۱۳۴۰ شمسی به باغچه تبدیل شد ولی اکنون احیا شده‌است. بر بالای سردر، نقاشی‌هایی به قلم رضا عباسی به چشم می‌خورد. ناقوس دیر هرمز و همچنین ساعت موجود در قلعه پرتغالی‌های جزیره هرمز، (به قطر حدود ۸۰ سانتیمتر) پس از فتح آن جزیره به اصفهان آورده شد و در بالای این سردر نصب شد.
این بنا ورودی بازار قدیمی اصفهان در شمال میدان نقش جهان است که در دوران صفویان ساخته شده‌است. علاوه بر بازار قیصریه و بازارهای منشعب از آن بازارهای دیگری هم در اصفهان وجود داشته‌اند که معروف‌ترین آنها «بازار شاهی» یا «بازارچه بلند» است که در سال ۱۱۱۸ هجری برابر با ۱۷۰۶ میلادی به همراه «مدرسه و سرای فتحیه» در زمان شاه سلطان حسین آخرین حکمران صفویه ساخته شد.
بنای سردر قیصریه در دو طبقه مرتفع ساخته شده که طبقه بالا به امور دفتری و بازرگانی اختصاص داشت و در طبقه پایین مغازه‌های اصناف گوناگون در کنار هم مستقر شده بودند. از این بازار بزرگ و مجلل بازارهای دیگری منشعب می‌شدند که برخی از آنها هنوز هم فعال بوده و به مشاغل مختلف اختصاص دارند.

## نامگذاری
بخشی از بازار به شکل سراهای گنبددار، یا با نقشه چلیپایی که به کالاهای گرانقیمت اختصاص داشت قیصریه نامیده می‌شد.
همچنین گفته شده‌است علت نامگذاری این بنا، شباهت آن به یکی از بناهای شهر قیصریه بوده‌است.

## نگارخانه

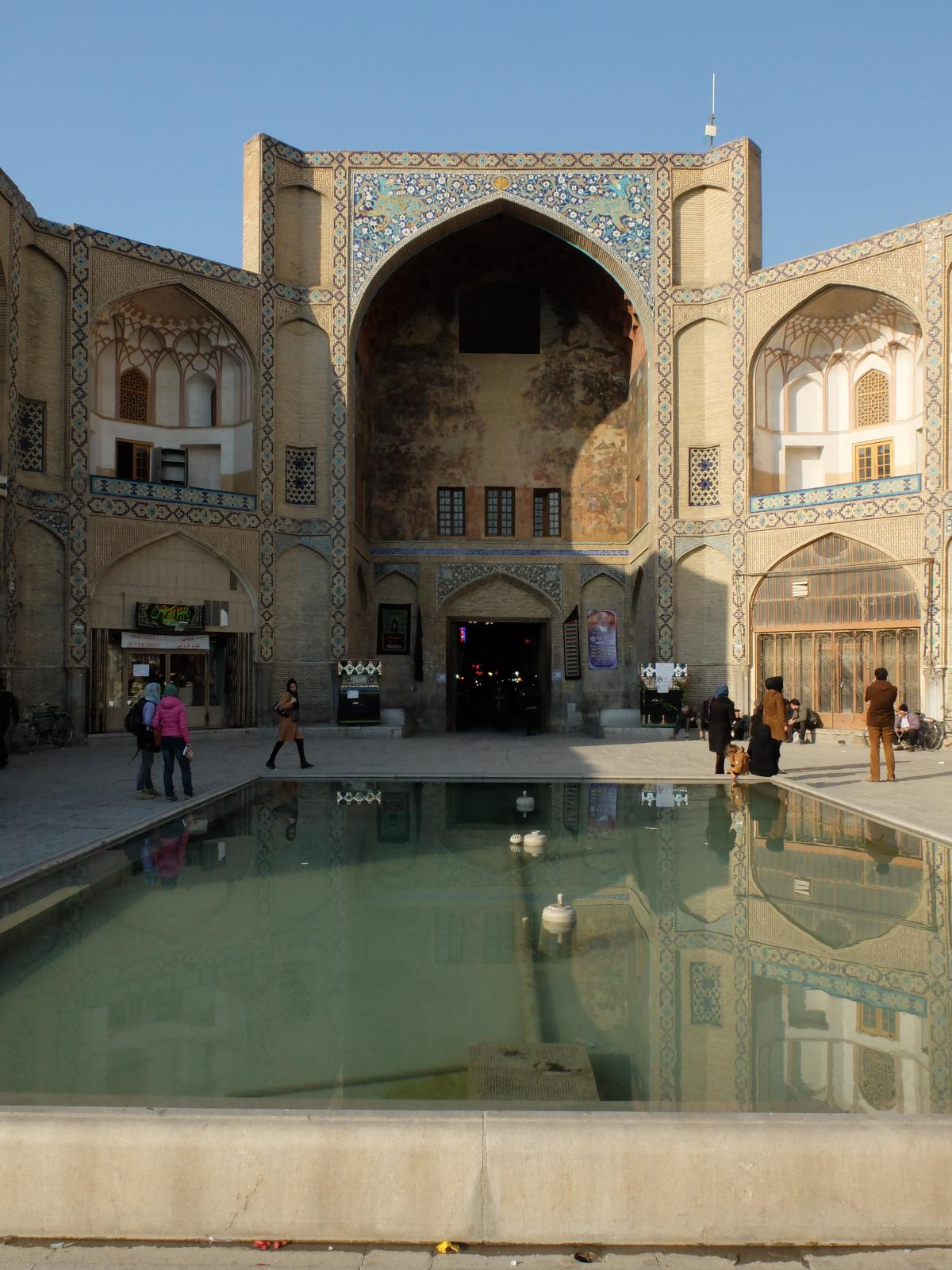
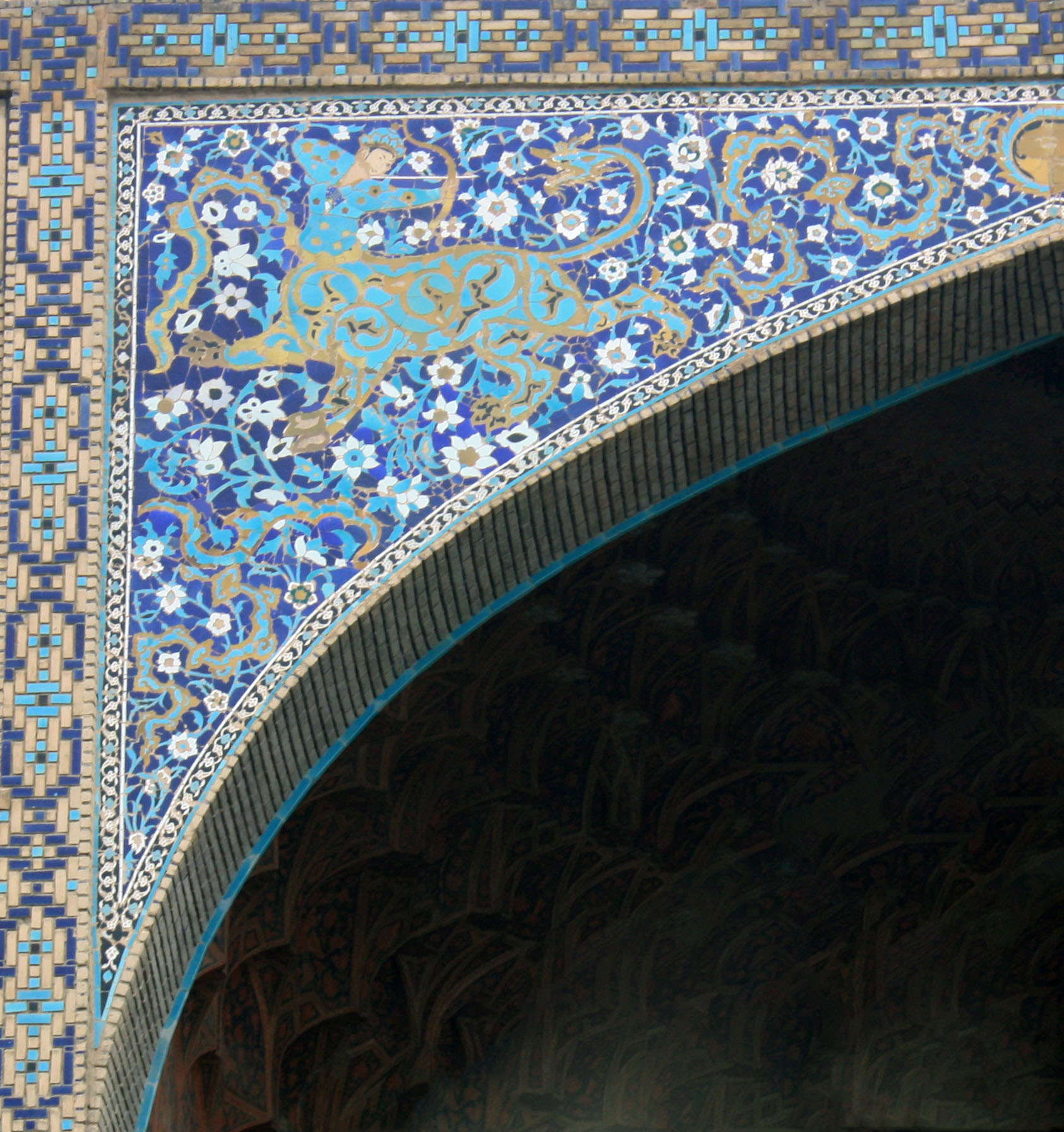
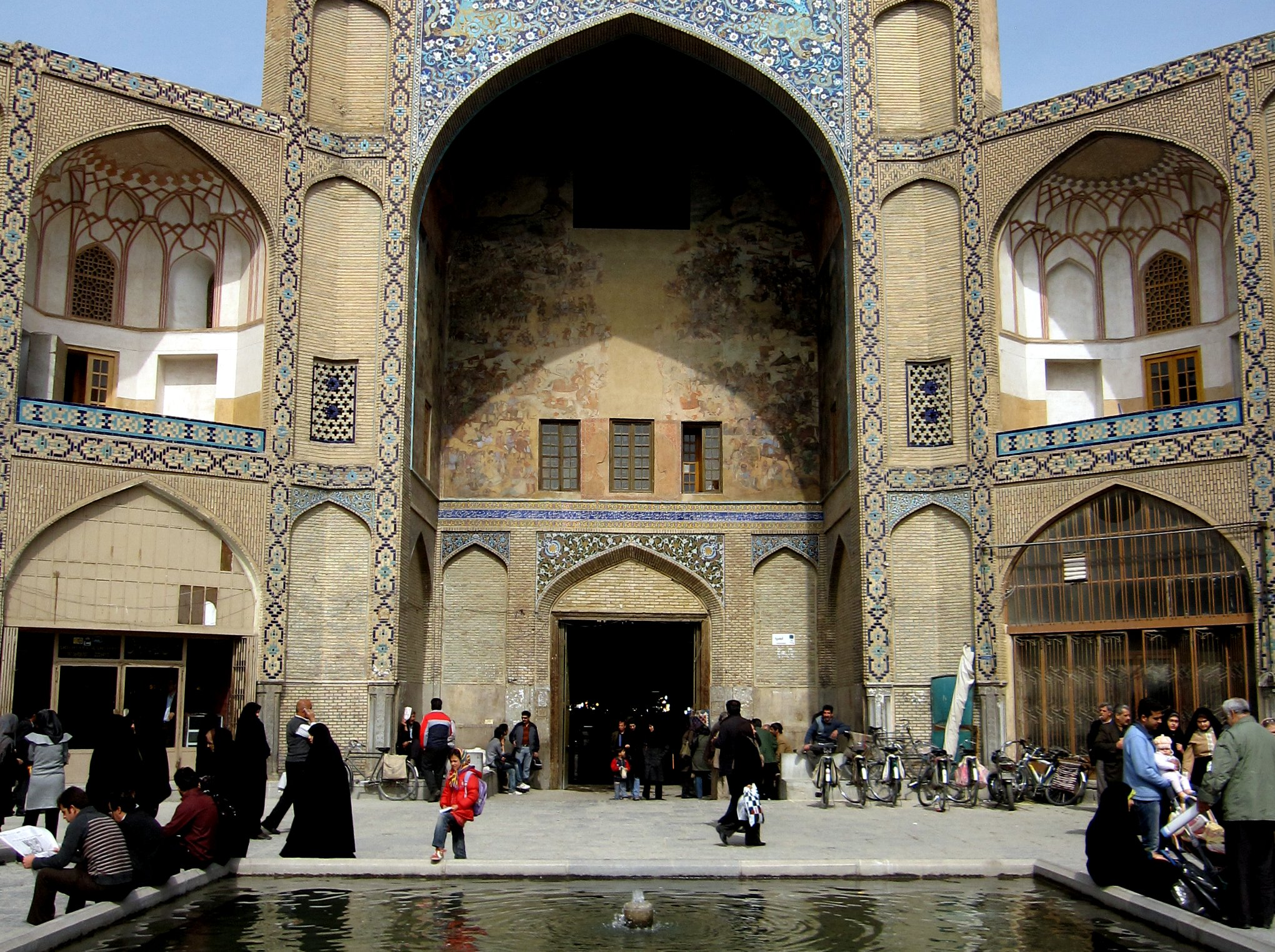
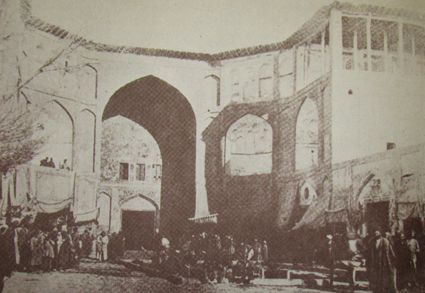
در زمان ناصرالدین‌شاه